# Callipia constantinaria
Callipia constantinaria là một loài bướm đêm trong họ Geometridae.